# El Gour
El Gour – kurhan (bazina) z ok. VIII–IV w. p.n.e. w północnym Maroku, wzniesiony z ciętych kamiennych bloków ułożonych dwuwarstwowo na planie koła.
W 1995 roku kurhan został wpisany na marokańską listę informacyjną UNESCO – listę obiektów, które Maroko zamierza rozpatrzyć do zgłoszenia do wpisu na listę światowego dziedzictwa UNESCO.

## Opis
El Gour leży w północnym Maroku, ok. 30 km na południowy wschód od Meknès. O kurhanie po raz pierwszy wspomniał markiz René de Segonzac (1867–1962) w swoim dziele Voyages au Maroc w 1903 roku.
El Gour obejmuje kurhan (bazina) – wielkie cylindryczne mauzoleum wzniesione z ciętych kamiennych bloków oraz położone w jego bezpośrednim sąsiedztwie, na północnym wschodzie, pozostałości konstrukcji na planie prostokąta. Struktura na planie prostokąta wyznacza – dla patrzącego od strony kurhanu – moment przesilenia letniego. 
Obydwie struktury zostały przebadane przez dwie wyprawy w 1959 roku. Mauzoleum ma średnicę ok. 40 m i jest drugim pod względem wielkości, po kromlechu Mezora, obiektem tego typu w Maroku. Jest to bazina złożona z ułożonych schodkowo warstw . Jej całkowita wysokość nie przekracza 5 m. Wskutek zmian przeprowadzonych na przestrzeni wieków, pierwotna forma konstrukcji na planie prostokąta nie jest znana. 
Strona UNESCO podaje, że El Gour pochodzi z ok. IV w. p.n.e., natomiast Gatto (2019) datuje go na VIII w. p.n.e..
W 1995 roku kurhan został wpisany na marokańską listę informacyjną UNESCO – listę obiektów, które Maroko zamierza rozpatrzyć do zgłoszenia do wpisu na listę światowego dziedzictwa UNESCO.